# Конрад II фон Лихтенберг
Конрад II фон Лихтенберг (на немски: Konrad II von Lichtenberg; Conrad II; * пр. 1354; † 30 август 1390) от старата линия Лихтенберг, е господар на Лихтенберг.

## Произход
Той е син на Хайнрих III фон Лихтенберг † (1379) и съпругата му Елза фон Геролдсек ам Вазиген († сл. 1346), дъщеря на Егено фон Геролдсек († 1343) и Аделхайд фон Фюрстенберг.

## Фамилия
Конрад II фон Лихтенберг се жени на 14 октомври 1365 г. за Йохана фон Бланкенберг-Бламонт (* пр. 1365; † сл. 1422), дъщеря на Теобалд де Бламонт († 1376) и Маргерите д' Оринкурт († сл. 1380). Те имат децата:
- Теобалд
- Ханеман
- Елизабет († сл. 1427), омъжена пр. 1 октомври 1394 г. за Валтер VIII фон Геролдсек († ок. 1432)